# Giovanni Franceschi

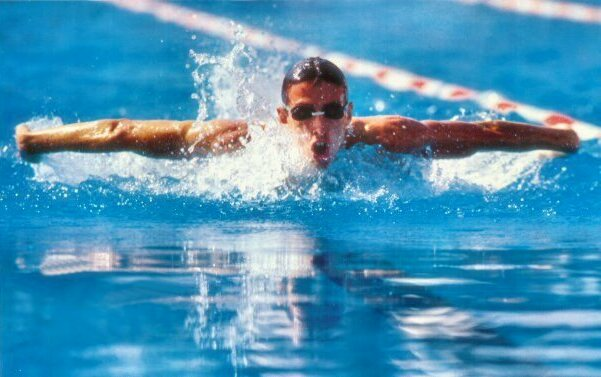
Franceschi en el campeonato de Europa de 1983.

Giovanni Francheschi (n. Milán, 25 de abril de 1963) es un exnadador italiano, que ganó dos medallas de oro en el Campeonato de Europa de 1983 y representó a Italia en períodos consecutivos a partir de 1980.
Franceschi fue un nadador en los cuatro estilos de natación que se utilizan en competiciones (libre, espalda, braza, mariposa). Logró su mayor éxito en el Campeonato de Europa de 1983 en Roma, con dos medallas de oro en 200 y 400 m, tanto en nuevos tiempo récord europeo del Campeonato del Mundo de Natación de 1982 en Guayaquil, que ganó la medalla de bronce en 200 metros y terminó en cuarto lugar en 400 m Estilos. También nadó 22 registros italiano, ganó 41 títulos del campeonato italiano de 50 años, 100, 200 y 400 m Estilo Libre, 100 Espalda y 200 m, 100 m mariposa y 200 y 400 m Estilos.
Giovanni Franceschi conduce Nuoto SwimCamp + en Riccione (provincia de Rimini), Viareggio (Toscana ) y Lignano Sabbiadoro (Friuli-Venecia Julia). 'Nuoto + SwimCamp son clases para la mejora de la técnica de natación.

## Palmarès
Nota: RE = Registro Europeo
| Juegos_Olímpicos_de_verano        | 200 m Estilos            | 400 m Estilos         | 4 x 200 m Estilo Libre     | 4 x 100 m Estilos |
| 1980 Moskau Unión Soviética       | ---                      | 4° en batería 4'33"66 | ---                        | ---               |
| 1984 Los Angeles Estados Unidos   | 3° en la Final B 2'06"10 | 8° 4'26"05            | ---                        | ---               |
| Copa del Mundo                    | 200 m Estilos            | 400 m Estilos         | 4 x 200 m Estilo Libre     | 4 x 100 m Estilos |
| 1982 Guayaquil · Ecuador          | Bronce 2'04"65           | 4° 4'24"89            | ---                        | ---               |
| 1986 Madrid · España              | ---                      | ---                   | 8° - 7'33"44 Dorf: 1'52"75 | ---               |
| Campeonato de Europa              | 200 m Estilos            | 400 m Estilos         | 4 x 200 m Estilo Libre     | 4 x 100 m Estilos |
| 1981 Split Yugoslavia             | Plata 2'04"97            | Bronce 4'24"82        | ---                        | ---               |
| 1983 Rom · Italia                 | Oro 2'02"48 - ER         | Oro 4'20"41 - ER      | Bronce: 7'26"01 :          | 7° - 3'50"20 :    |
| 1985 Sofia Bulgaria               | 4° 2'04"55               | 7° 4'30"17            | ---                        | ---               |
| 1987 Estrasburgo Francia          | ---                      | ---                   | ---                        | 4° - 3'46"63 :    |
| Juegos_Mediterráneos              | 200 m Estilos            | 400 m Estilos         | 4 x 200 m Estilo Libre     | 4 x 100 m Estilos |
| 1979 Split Yugoslavia             | ---                      | Plata 4'40"98         | ---                        | ---               |
| 1983 Casablanca Marruecos         | ---                      | Oro 4'27"30           | Oro: 7'34"48 :             | ---               |
| Campeonato Europeo de la Juventud | 200 m Estilos            | ---                   | 100 m Mariposa             | ---               |
| 1978 Florencia · Italia           | Oro 2'12"56              | ---                   | Bronce 59"55               | ---               |

## Campeonato Italiano
39 y 17 títulos individuales en la temporada de baño de la siguiente manera:
- 6 en 50 m Estilo Libre
- 1 en 100 m Estilo Libre
- 1 en 200 m Estilo Libre
- 1 en 400 m Estilo Libre
- 4 en 100 m Espalda
- 1 en 200 m Espalda
- 1 en 100 m Mariposa
- 12 en 200 m Estilos
- 12 en 400 m Estilos
- 4 en 4 × 100 m Estilo Libre
- 5 en 4 × 200 m Estilo Libre
- 8 en 4 × 100 m Estilos

| Año  | Tema      | 50 m st. Estilo Libre | 100 m st. Estilo Libre | 200 m st. Estilo Libre | 400 m st. Estilo Libre | 4 × 100 m st. Estilo Libre | 4 × 200 m st. Estilo Libre | 100 m Espalda | 200 m Espalda | 100 m Mariposa | 200 m Estilos | 400 m Estilos | 4 × 100 m Estilos |
| ---- | --------- | --------------------- | ---------------------- | ---------------------- | ---------------------- | -------------------------- | -------------------------- | ------------- | ------------- | -------------- | ------------- | ------------- | ----------------- |
| 1978 | Verano    | -                     | -                      | -                      | -                      | -                          | -                          | -             | -             | -              | -             | 1             | -                 |
| 1979 | Verano    | -                     | -                      | -                      | -                      | -                          | -                          | -             | -             | -              | -             | 1             | -                 |
| 1980 | Primavera | -                     | -                      | -                      | -                      | -                          | -                          | -             | -             | -              | 1             | 1             | -                 |
| 1981 | Primavera | -                     | -                      | -                      | -                      | -                          | -                          | 1             | -             | -              | 1             | 1             | -                 |
| 1981 | Verano    | -                     | -                      | -                      | -                      | -                          | 1                          | 1             | 1             | -              | 1             | 1             | -                 |
| 1982 | Primavera | -                     | -                      | -                      | -                      | -                          | -                          | 1             | -             | -              | 1             | 1             | 1                 |
| 1982 | Verano    | -                     | -                      | -                      | -                      | -                          | -                          | -             | -             | -              | 1             | 1             | -                 |
| 1983 | Primavera | -                     | -                      | -                      | -                      | 1                          | 1                          | -             | -             | -              | 1             | 1             | 1                 |
| 1983 | Verano    | -                     | -                      | -                      | 1                      | 1                          | 1                          | 1             | -             | -              | 1             | 1             | -                 |
| 1984 | Primavera | -                     | -                      | -                      | -                      | 1                          | 1                          | -             | -             | -              | 1             | 1             | 1                 |
| 1984 | Verano    | -                     | -                      | -                      | -                      | 1                          | 1                          | -             | -             | -              | -             | 1             | -                 |
| 1985 | Primavera | -                     | -                      | -                      | -                      | -                          | -                          | -             | -             | -              | 1             | 1             | 1                 |
| 1985 | Verano    | -                     | -                      | -                      | -                      | -                          | -                          | -             | -             | -              | 1             | -             | 1                 |
| 1986 | Primavera | 1                     | 1                      | 1                      | -                      | -                          | -                          | -             | -             | -              | -             | -             | 1                 |
| 1986 | Verano    | 1                     | -                      | -                      | -                      | -                          | -                          | -             | -             | -              | 1             | -             | 1                 |
| 1987 | Primavera | 1                     | -                      | -                      | -                      | -                          | -                          | -             | -             | 1              | 1             | -             | -                 |
| 1987 | Veranoi   | 1                     | -                      | -                      | -                      | -                          | -                          | -             | -             | -              | -             | -             | 1                 |
| 1988 | Primavera | 1                     | -                      | -                      | -                      | -                          | -                          | -             | -             | -              | -             | -             | -                 |
| 1988 | Verano    | 1                     | -                      | -                      | -                      | -                          | -                          | -             | -             | -              | -             | -             | -                 |